# Самюель Беншетрі
Самюе́ль Беншетрі́ (фр. Samuel Benchetrit; нар. 26 червня 1973) — французький кінорежисер, сценарист, письменник та актор.

## Творчість

### Сценарій та режисерська робота
- 1995 —  Святий Валентин (фр. Saint Valentin), короткометражне кіно (тільки як режисер)
- 2000 —  Новини вежі Л (фр. Nouvelle de la tour L), короткометражне кіно
- 2003 — Дженіс і Джон (фр. Janis et John)
- 2008 — Я завжди хотів бути гангстером
- 2011 — Чез Джіно (фр. Chez Gino)
- 2014 — Поїздка (фр. Un voyage)
- 2015 — Асфальт (фр. Asphalte)
- 2017 — Пес (фр. Chien)

### Акторська робота
| Рік  | Назва українською              | Оригінальна назва                     | Персонаж     |
| ---- | ------------------------------ | ------------------------------------- | ------------ |
| 2003 | Дженіс і Джон                  | Janis et John                         | глядач       |
| 2005 | За лаштунками                  | Backstage                             | Даніель      |
| 2008 | Я завжди хотів бути гангстером | J’ai toujours rêvé d’être un gangster | Оповідач     |
| 2011 | Чез Джіно                      | Chez Gino                             | Д.Т. Штерн   |
| 2011 | Голдман                        | Goldman                               | П'єр Голдман |
| 2011 | Заміжня жінка                  | Une femme mariée                      | Ніколас      |
| 2012 | Твоя дитина                    | Un enfant de toi                      | Луі          |